# Dmitri Zhilinsky
Dmitri Zhilinsky (russisk: Дмитрий Дмитриевич Жилинский; 25. mai 1927 – 29. juli 2015) var en russisk maler. Han var bedst kendt for hans portrætter af dronning Margrethe 2., af hendes mand Prins Henrik, af Prins Joachim og kronprins Frederik 10..

## Biografi
Dmitry Zhilinsky er efterkommer af den store russiske maler Valentin Serov, som direkte barnebarn af Serovs søster Nadezhda (1879-1951), hvis søn Dmitry (1900-1938) blev Zhilinskys far. 
I 1937 blev Zhilinskys far Dmitry arresteret som "en fjende af det sovjetiske folk" og skudt. I 1944 blev Zhilinskys ældre bror Vasili, der var indkaldt til den sovjetiske hær, såret i kamp og døde. I et forsøg på at redde Dmitrij Zhilinsky fra sultedøden og give ham en uddannelse, sendte hans mor ham til Moskva til sin bedstemors kusine, maleren Nina Simonovich-Efimova (1877-1948), og til hendes mand, billedhuggeren Ivan Efimov, som boede i udkanten af Moskva i Novogireevo i et særligt hus, som kunstnerne havde bygget til sig selv, og som havde en have, hvor de kunne dyrke nogle grøntsager til at brødføde sig selv. Således var Zhilinsky i stand til at overleve krigen og indskrev sig på Moskvas Kunstinstitut opkaldt efter V. I. Surikov. Zhilinskys mentorer var Nikolai Chernyshev, Pavel Korin, Alexei Gritsai. Hans primære kunstundervisning kom til sidst fra "Novogireevo-kredsen af uafhængige kunstnere" ledet af Vladimir Favorsky, Dmitri Shakhovskoj, Ivan Efimov og Nina Efimova. 

## Kongelige danske portrætter af Zhilinsky
I 1993 forberedte Danmark og Rusland sig på at fejre 500-året for etableringen af diplomatiske forbindelser, som var blevet indledt i 1493 mellem Hans af Danmark og Tzar Ivan 3. af Rusland, som udvekslede ratifikationsdokumenter, der satte den såkaldte Københavnstraktaten i kraft den 8. november 1493. Den russiske ambassadør Obukhov, der kendte Zhilinsky som en af de fremragende russiske portrætmalere, foreslog, at Zhilinsky kunne fremhæve årsdagen ved at lave et portræt af dronningen Margrethe 2.. Dette ville understrege de historisk tætte forbindelser mellem de danske og russiske kongedynastier, da den danske konge Christian IXs datter Dagmar af Danmark giftede sig med Alexander 3. af Rusland og blev mor til den sidste russiske kejser Nikolaj 2. af Rusland og hans brødre og søstre. 
Margrethe 2. poserede for Zhilinsky ni gange på Amalienborg, før han færdiggjorde hendes portræt. Selvom Zhilinskys kone Nina havde fået et slagtilfælde, insisterede hun på at tage med ham til Danmark og insisterede derefter på at komme til det kongelige palads sammen med ham for at arbejde på sin egen version af dronningens portræt, som hun udførte med sin venstre hånd. Det danske selskab bød begge dronningens portrætter velkommen - det klassiske af Dmitrij Zhilinsky og en mere naiv version skabt af Nina Zhilinsky. Margrethe 2., der også selv var en dygtig maler, accepterede Zhilinskys arbejde og tilbød ham at lave et lignende portræt af hendes mand Prins Henrik. Portrættet af Prins Henrik i kongelig klædedragt blev også modtaget med glæde af den danske offentlighed og kongefamilien, og Zhilinsky fik til opgave at lave et portræt af tronfølgeren, kronprins Frederik 10. Da Frederik 10. på det tidspunkt aftjente sin militærtjeneste ved Husarregimentet, blev Zhilinsky bedt om at lave Frederiks portræt i fuld husaruniform. Da Frederik 10. så hans portræt, spurgte han, om Zhilinsky også kunne lave en kopi, der skulle udstilles på regimentskasernen, hvor han tjente, og Zhilinsky lavede en næsten identisk gentagelse af Frederiks portræt. 
Derefter malede Zhilinsky et portræt af prins Joachim, inklusive et gyldent horn, der blev gravet ud i Jylland i 1639, og som symboliserede det gamle Danmark. Margrethe 2. anbefalede Zhilinsky til sin søster, Prinsesse Benedikte, og maleren malede portrætter af Benedikte og hendes afdøde mand, Prins Richard, som nu opbevares på deres Berleburg. Endelig malede Zhilinsky et portræt af Margrethe's mor, Ingrid af Sverige. 
I 1994 vendte Zhilinsky tilbage til Rusland efter et års tjeneste i Danmark. I 1995 blev han igen indkaldt til København, da Prins Joachim forberedte sig på at gifte sig med Hong Kong fødte Alexandra, grevinde af Frederiksborg, og hendes portræt var tænkt som en af bryllupsgaverne og et af emnerne i en udførlig bryllupsceremoni. 
Udover den danske dronnings portræt malede Zhilinsky også et portræt af sin slægtning fra Romanov-dynastiet - prins Dimitri Romanov, som boede i Danmark og senere var medvirkende til at overføre resterne af Dagmar af Danmark fra Roskilde Domkirke til Peter og Paul Katedral i overensstemmelse med hendes ønske om at blive begravet ved siden af sin mand Alexander 3. af Rusland. 

## Galleri
- Margrethe 2. og Prins Henrik modtager Dronningens portræt af Zhilinsky
- Dronningens portræt af Zhilinsky
- Zhilinsky og portræt af Prins Joachims ægtefælle Alexandra Manley, 1995
- Bog Rusland og Danmark. Malere ved de kongelige hoffer'' med Zhilinskys blyantsportræt af Margrethe 2. på forsiden

## Portrætter af musikere og teaterkunstnere
I 1996 lavede Zhilinsky et kolossalt maleri "Kunstnerne fra Moskvas Kunstteater kommer til Jalta for at møde Anton Tjekhov", der nu pryder foyeren i Moskvas Kunstteater.
I 2000-2005 lavede Zhilinsky et helt galleri med portrætter af de største russiske komponister Alfred Schnittke, Dmitrij Sjostakovitj, Georgij Sviridov, Sergej Prokofjev, Aram Khatjaturjan, Igor Stravinskij, Sergej Rakhmaninov, Aleksandr Glasunov, Aleksandr Skrjabin og Edison Denisov, som udsmykker Moskvas Internationale Musikhus. 

## Sotji Kunstmuseum opkaldt efter Zhilinsky
Zhilinsky blev født i landsbyen Volkovka, som senere blev en del af byen Sotji. Hans mor boede i Sotji, og han tilbragte de sidste årtier af sit liv i Sotji. 65 værker af Zhilinsky blev doneret til Sotji Kunstmuseum, hvilket dannede kernen i dets samling. Til ære for Zhilinskys præstationer som kunstner blev Sotji Kunstmuseum den 19. november 2019 opkaldt efter Dmitri Zhilinsky. .

## Udvalgte værker
- Anholdelsen af far i 1937
- Dios con nosotros, 1991
- Familie til søs, 1964
- Gymnaster fra USSR, 1964
- Kunstteaterkunstnere kommer til Anton Tjekhov til Jalta, 1996
- Portræt af hustru Venera og søn Kolya
- Venera Zhilinskaya i Grækenland

## Kunstnerens elever og følgere
Siden 1974 og indtil sin død i 2015 underviste Zhilinsky på Moskvas Kunstinstitut opkaldt efter V. I. Surikov og på Moskvas Polygrafiske Institut, hvor han promoverede sin kunstneriske stil blandt sine elever og følgere, herunder Tatyana Nazarenko, Natalia Nesterova, Illarion Golitsyn, Alexander Sukhanov, Aharon April, Nikolaj Belkov, Leonid Borisov, Stanislav Babikov, Kulnazar Bekmuradov, Durdy Bairamov, Ivan Lubennikov, Robert Avakyan, Raphael Сanossa, Evgeny Shirokov, Valery Levental, Sukhrob Kurbanov, Sergey Alferov, Oleg Komov, Victor Makarenko, gymnast Viktor Lisitsky (afbildet i 1964 i Zhilinskys lærred "Gymnaster fra USSR"). , , .

## Yderligere læsning
- Manin, Vitaly. Russian Painting of the 20th Century (in 3 volumes), St. Petersburg, Aurora Publishing House, 2007, ISBN 978-5-7300-0824-3 (Манин Виталий. Русская живопись XX века (в 3-х томах), Санкт-Петербург, издательство Аврора, 2007, ISBN 978-5-7300-0824-3)
- Chegodaeva Maria. Painter Vladimir Favorsky. Moscow, Belyi Gorod Editions, 2004 (Чегодаева М. А. «Владимир Андреевич Фаворский» (М., 2004)).
- Чегодаева М.А. Социалистический реализм – мифы и реальность / М.А. Чегодаева. М., 2003.
- Чудакова М. Записки о поколениях в советской России / М. Чудакова // Новое литературное обозрение. 1998. № 30. С. 173 – 184.
- Лебедева В. Наталья Нестерова. — Москва: Белый город, 2007. — С. 4. — 48 с. — ISBN 978-5-7793-0547-1.
- Политыко С. Д. Н. Нестерова: [Альбом]. Л., 1988;
- Наталья Нестерова. Портрет художника. — Третьяковская галерея: журнал. — 2020. — № 2 (71).
- Неискусство как искусство, Москва, УРСС, 1999, ISBN 5-88417-202-8
- Русский пейзаж. Более 1000 картин художников XVII—XX веков, Москва, Белый город, 2001, ISBN 5-7793-0293-6
- Дёготь Екатерина. Русское искусство XX века: История русского искусства. Книга третья. — М.: Трилистник, 2000. — 224 с. — 2000 экз. — ISBN 5-89480-031-5.
- Бойм С. Китч и социалистический реализм / С. Бойм // Новое литературное обозрение. 1995. № 15. С. 54 – 65.